# Loxostege aeruginalis
Loxostege aeruginalis là một loài bướm đêm trong họ Crambidae.